# Хрустальная ночь
Хруста́льная ночь, или Ночь разби́тых витри́н (нем. Novemberpogrome 1938, (Reichs-)Kristallnacht), — еврейский погром (серия скоординированных атак) по всей нацистской Германии, в части Австрии и в Судетской области 9—10 ноября 1938 года, осуществлённый военизированными отрядами СА и гражданскими лицами. Полиция самоустранилась от препятствования этим событиям. В результате нападений многие улицы были покрыты осколками витрин принадлежавших евреям магазинов, зданий и синагог.
Поводом для погрома стала смерть в Париже немецкого дипломата Эрнста фом Рата после покушения на него польского еврея Гершеля Гриншпана, интерпретированная Геббельсом как нападение международного еврейства на Германию и фюрера. После Хрустальной ночи последовало дальнейшее экономическое и политическое преследование евреев, и она рассматривается историками как часть расовой политики нацистской Германии и знаменует собой начало окончательного решения еврейского вопроса и Холокоста.

## Предыстория
Согласно данным всегерманской переписи населения, 16 июля 1933 года на территории Германии проживали 503 900 евреев, в том числе около 70 % в городах. 50 % всех евреев жили в 10 крупнейших городах Германии, включая Берлин (около 160 тысяч), Франкфурт-на-Майне (около 26 тысяч), Бреслау (около 20 тысяч), Гамбург (около 17 тысяч), Кёльн (около 15 тысяч), Ганновер (около 13 тысяч) и Лейпциг (около 12 тысяч). Антиеврейская политика проводилась с самого начала прихода Гитлера к власти. С 1933 года правительство Германии приняло ряд антиеврейских законов, ограничивающих права евреев Германии зарабатывать себе на жизнь, пользоваться полными гражданскими правами и правом на образование, в том числе Закон о восстановлении профессиональной гражданской службы, который запрещал евреям работать на государственной службе. В 1935 году были приняты Нюрнбергские расовые законы, лишившие немецких евреев гражданства и запрещавшие евреям вступать в отношения с немцами.
Результатом этих законов стало исключение евреев из немецкой общественной и политической жизни. С момента прихода НСДАП к власти до Хрустальной ночи Германию покинуло 213 тыс. евреев.
К 1938 году Германия «вступила в новую фазу радикальной антисемитской деятельности». Некоторые историки считают, что нацистское правительство готовило запланированную вспышку насилия против евреев и ждало соответствующей провокации; есть ряд свидетельств такого планирования в 1937 году. Немецкий историк Ханс Моммзен в 1997 году в интервью утверждал, что основным мотивом для погрома стало желание гауляйтеров из НСДАП захватить еврейское имущество и бизнес.
В августе 1938 года немецкие власти провели массовую депортацию из Германии евреев польского происхождения. Среди тысяч евреев, оказавшихся без средств к существованию на польско-немецкой границе, была семья Зенделя и Рифки Гриншпан, польских евреев, которые эмигрировали из Варшавского генерал-губернаторства Царства Польского в 1911 году и поселились в Ганновере. Их семнадцатилетний сын Гершель жил в это время в Париже с дядей. Гершель получил открытку от своей сестры из Польши, описывающую высылку семьи: «…Хотя нам не сказали, что случилось, но мы видели, что все уже решено. … Мы без гроша. Не могли бы вы с дядей прислать что-нибудь в Лодзь?» Он получил открытку 3 ноября 1938 года.

## Ход событий

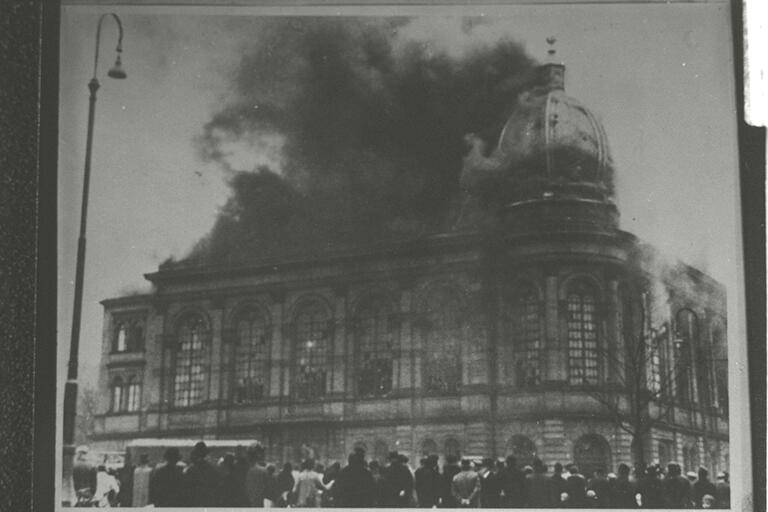
Франкфуртская синагога на Бёрнеплац, подожжённая погромщиками

7 ноября 1938 года Гершель Гриншпан явился в германское посольство в Париже, не нашёл там посла Германии и пять раз выстрелил в знакомого ему третьего секретаря посольства Эрнста фом Рата после чего 9 ноября в 17:30 тот скончался. Поскольку Гриншпан ещё до выдачи в Германию настаивал, что ранее состоял с погибшим дипломатом в гомосексуальных отношениях, то обещанный фюрером открытый суд над ним в Германии так и не состоялся.

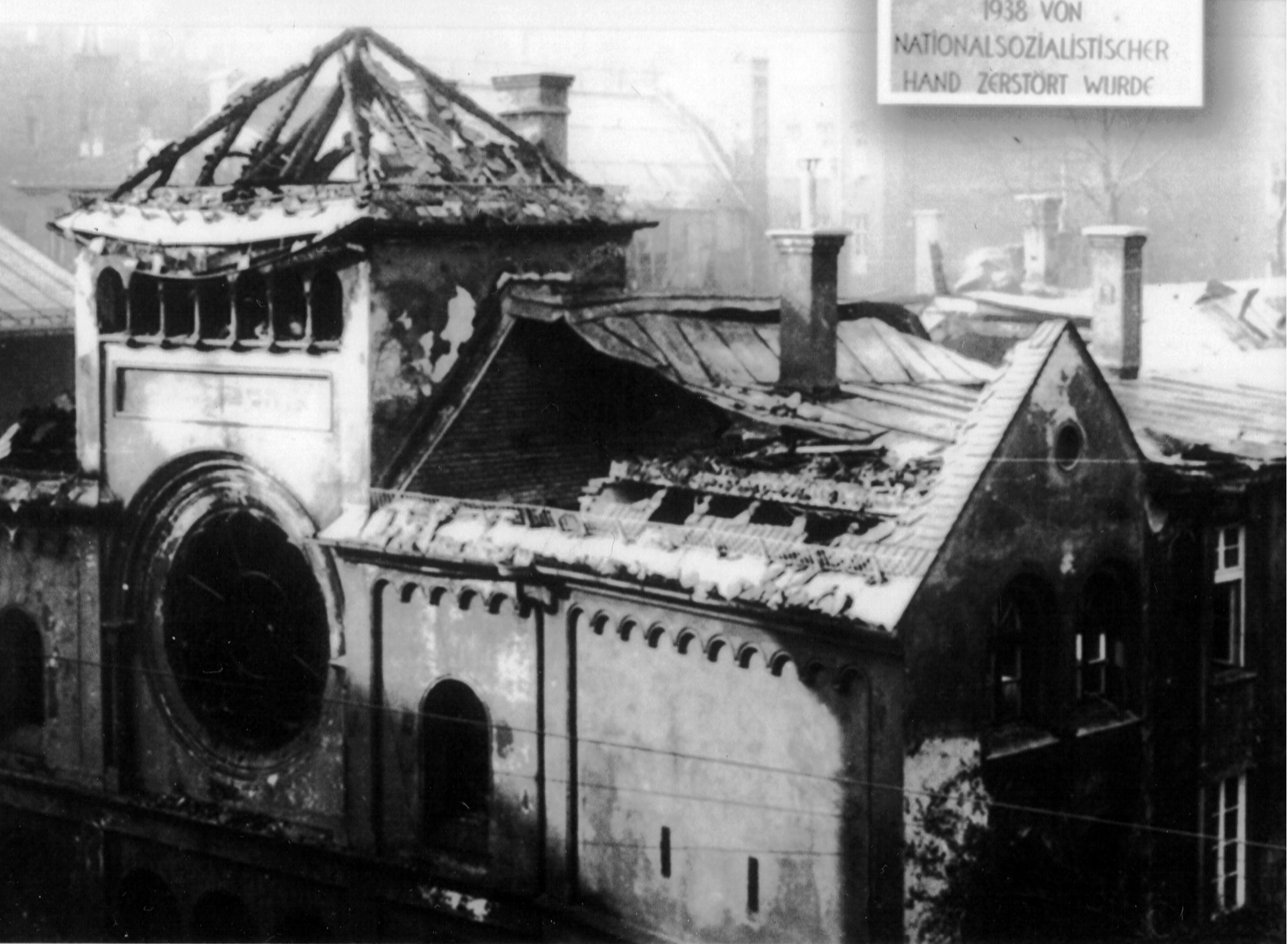
Мюнхенская синагога «Охель Яаков», разгромленная во время «Хрустальной ночи»

Тем не менее смерть фом Рата немецкие власти использовали как повод для организации массовых еврейских погромов в Германии, Австрии и Судетской области. В Германии была немедленно организована мощная пропагандистская кампания. Ещё 7 ноября вышел экстренный выпуск газеты Völkischer Beobachter, в котором содержались такие строки:
Германский народ сделал необходимые выводы из вашего преступления. Он не будет терпеть невыносимую ситуацию. Сотни тысяч евреев контролируют целые секторы в немецкой экономике, радуются в своих синагогах, в то время как их соплеменники в других государствах призывают к войне против Германии и убивают наших дипломатов

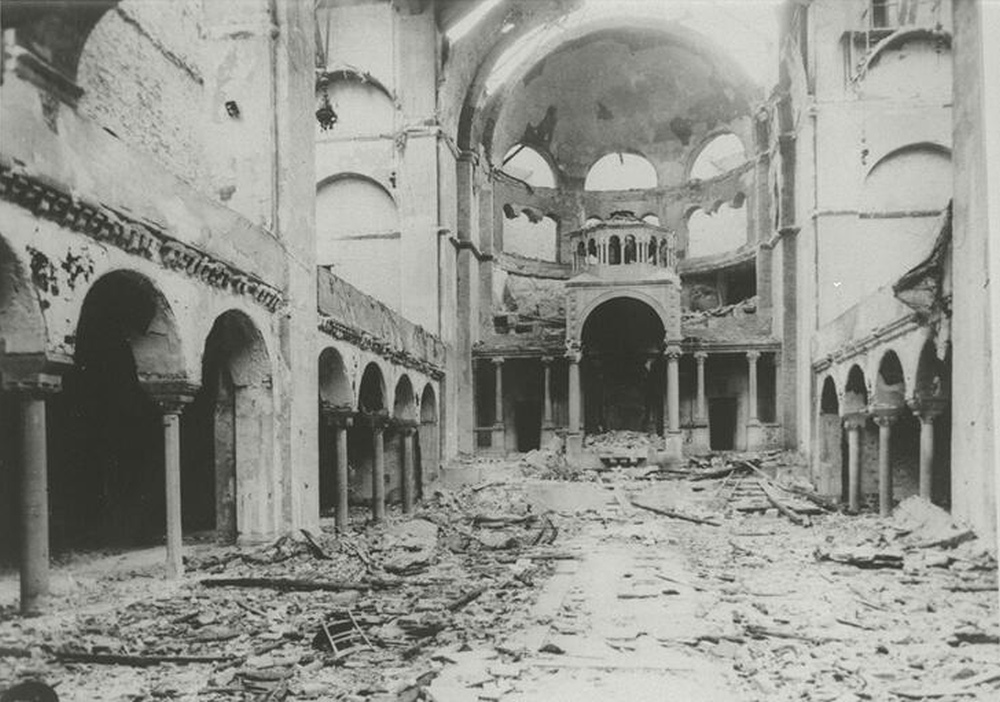
Интерьер берлинской синагоги на Фазаненштрассе после погромов

На следующий день правительство Германии объявило, что, за исключением еврейских детей, посещающих государственные начальные школы, на неопределённый срок приостанавливается всякая другая еврейская культурная и общественная деятельность и прекращается публикация еврейских газет и журналов, в том числе на немецком языке. Английская газета охарактеризовала последний шаг, отрезавший еврейское население от его лидеров, как предназначенный «для разрушения еврейской общины и лишения её последней хрупкой связи, которые удерживает её вместе». Также были аннулированы все гражданские права евреев.
9 ноября высшее руководство Германии отмечало годовщину подавления Пивного путча, однако после сообщения о смерти фом Рата присутствовавший на торжестве Геббельс заявил следующее:
Национал-социалистическая партия не унизится до организации выступлений против евреев. Но если на врагов рейха обрушится волна народного негодования, то ни полиция, ни армия не будут вмешиваться
После речи Геббельса присутствовавшие на мероприятии руководители региональных нацистских организаций выработали инструкции для своих отделений на местах. Насилие гитлерюгенда и штурмовых отрядов, многие члены которых были одеты в гражданскую одежду, началось в разных частях рейха поздним вечером 9 и ранним утром 10 ноября. Но перед этим СД организованно вывезло все архивы тех еврейских организаций и синагог, которые были намечены для «стихийного разгрома народом», а те, откуда архивы вывезены не были, не пострадали. Во время «стихийных» погромов в соответствии с инструкциями СД не пострадал ни один иностранец, включая евреев-иностранцев. Полиция арестовала ровно столько евреев, сколько могли вместить местные тюрьмы, — не больше и не меньше. Главным образом интерес вызывали молодые здоровые мужчины. Первый погром произошёл ещё вечером 8 ноября в Бад-Херсфельде, где была подожжена синагога. Затем в тот же день еврейские лавки были разгромлены в Витценхаузене, Эшвеге, Фрицларе. В Берлине погромщики в гражданской одежде сожгли 9 из 12 синагог, при этом пожарные, как отмечается, не принимали участия в тушении пожаров. В австрийской Вене пострадало 42 синагоги, в немецком Франкфурте — 3, в Мюнхене, Висбадене, Дюссельдорфе, Карлсруэ — по 2, в Шпайере, Регенсбурге, Трире, Аугсбурге, Ахене, Бремене, Баден-Бадене, Вормсе, Кёльне, Лейпциге, Дортмунде, Кёнигсберге, Ганновере, Пфорцхайме, Кайзерслаутерне — по 1.

## Жертвы
По меньшей мере 91 еврей был убит в результате нападений. При этом треть погибших пришлась на Нюрнберг, 8 погибли в Галле. Ещё 30 тысяч арестованы и заключены в концлагеря. В современных энциклопедиях указаны цифры 91 убитый и несколько сотен раненых.

## Ущерб
Во время Хрустальной ночи было арестовано 30 тысяч человек, которых через местные тюрьмы отправили в три концентрационных лагеря. Еврейские дома, больницы и школы были разграблены, нападающие разрушали здания кувалдами. 267 синагог были сожжены или разгромлены, а более 7000 принадлежавших евреям зданий и магазинов разрушены или повреждены. Мартин Гилберт считает, что нет события в истории немецких евреев в период между 1933 и 1945 годами так широко освещавшегося, как это, за счёт иностранных журналистов, работавших в Германии, и вызвавшего такой шок во всём мире. The Times писала: «Нет такого иностранного изощрённого пропагандиста, очернявшего Германию, который мог бы превзойти в глазах всего мира рассказы о поджогах и избиениях, о мерзких нападениях на беззащитных и ни в чём не повинных людей, которые приходили из этой страны вчера».
Общий ущерб составил 25 млн рейхсмарок, из которых около 5 млн пришлось на разбитые витрины (отсюда второе название «Хрустальной ночи» — «Ночь разбитых витрин»). Затраты на восстановление ущерба и разбор остатков разрушенных синагог были возложены нацистскими властями на еврейские общины.
12 ноября 1938 года под председательством курировавшего народное хозяйство Германа Геринга состоялось совещание, на котором присутствовали многие финансовые деятели Германии. На этом совещании Геринг заявил: «…Ещё один вопрос, господа. Что бы вы сказали, если бы я сегодня заявил, что еврейство в качестве наказания должно уплатить один миллиард… Я это сформулирую так: германские евреи должны, в наказание за свои ужасные преступления, уплатить один миллиард… Хочу сказать, что я не хотел бы быть евреем в Германии».
Газеты СССР публиковали сообщения о протестах против Хрустальной ночи во всём мире, в том числе о собрании, состоявшемся 15 ноября в Большом зале Московской консерватории и принявшем резолюцию с осуждением антисемитских эксцессов от имени «советской интеллигенции». Президент США Франклин Рузвельт в знак протеста только отозвал из Берлина американского посла для консультаций. Протест выразили также Британия и Франция, однако дипломатические отношения с нацистской Германией не разорвали, и послы их остались в Берлине. Выступившие против Хрустальной ночи державы не объединились; напротив, после этого события были выполнены решения Первого Венского арбитража, окончательно поставившие крест на Чехословакии и отдавшие во власть нацистов всех чехословацких евреев. Кроме того, покушение Гриншпана стало важнейшим аргументом ужесточения по всему миру въездных требований ко всем, особенно антифашистам и евреям, пытающимся эмигрировать из Германии и её союзников, одним из которых тогда была Польша.

## Инициаторы
Геббельс в своём дневнике отмечал, что приказ о проведении всеобщего еврейского погрома и аресте от 20 до 30 тысяч евреев был отдан лично Гитлером. В организации Хрустальной ночи принимали участие сам Геббельс, Гейдрих и Гиммлер. В Берлине важную роль в организации насилия сыграл начальник ОРПО Вольф-Генрих фон Хелльдорф, подключивший к погромам полицейские силы под предлогом «разоружения евреев».
Есть мнение, что Геббельс и Гиммлер организовали этот погром без ведома Гитлера и он, узнав об этом, был недоволен и выговаривал им за эту акцию. Однако имперский руководитель прессы Отто Дитрих опровергал эту версию, утверждая, что именно Гитлер был инициатором Хрустальной ночи. Кроме того, Хайнц Хёне в своей книге «Чёрный орден СС» утверждал, что Хрустальная ночь стала для планировавших только изъятие документов и имущества Гиммлера и Гейдриха полной неожиданностью.

## Память
В память об этом событии 9 ноября ежегодно отмечается Международный день против фашизма, расизма и антисемитизма.
Упоминается в песне The Final Solution из альбома Coat of Arms шведской power-metal группы Sabaton. Также у немецкой metal группы Masterplan есть песня Crystal Night об этих событиях. В репертуаре группы «Пурген» есть песня Kristall Nacht.